# Cathedral (gruppo musicale)
I Cathedral sono stati un gruppo musicale doom metal britannico di Coventry, fondato nel 1989. Sono considerati una band importante nel panorama anni novanta e 2000 del doom metal, e in seguito anche in ambito stoner rock. Cominciarono ad acquisire visibilità dopo il loro primo album Forest of Equilibrium, divenuto in seguito un classico del doom.

## Storia del gruppo

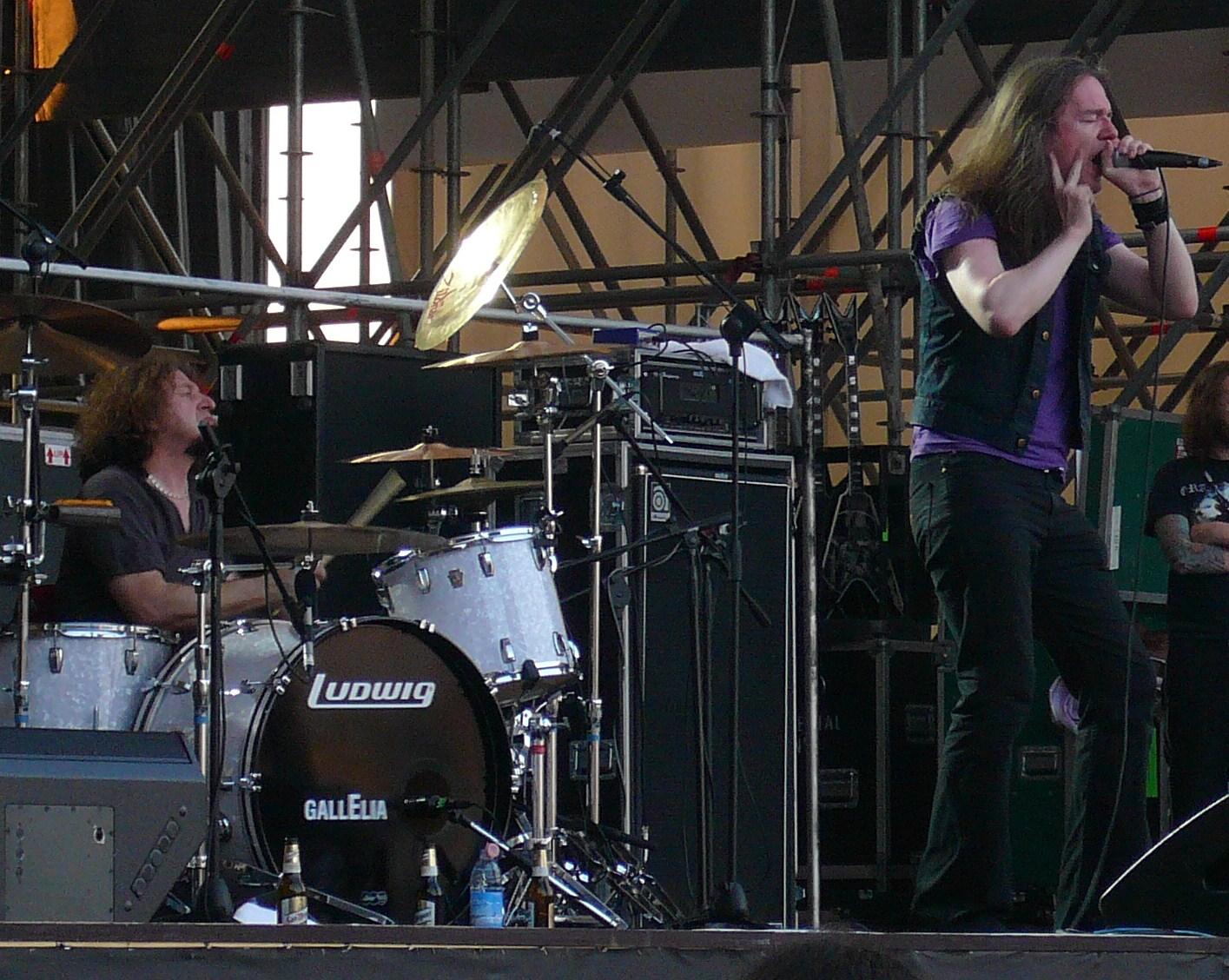
I Cathedral al Legends of Chaos Fest 2009

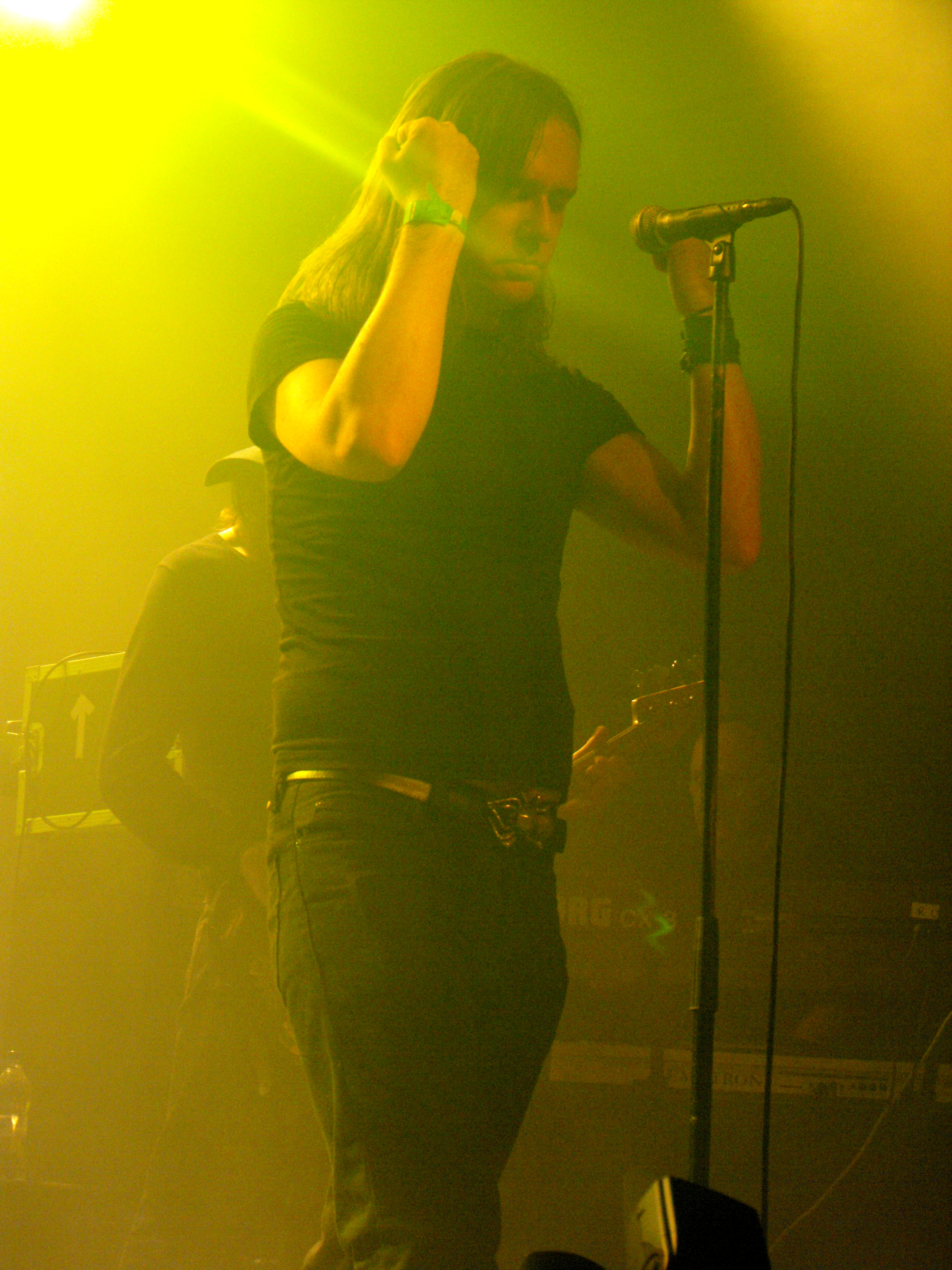
Lee Dorian all'Hole in the Sky 2010

I Cathedral si formano nel 1989 per iniziativa di Lee Dorrian, ex-cantante del gruppo grindcore dei Napalm Death, del quale Dorrian, stanco in ogni caso della scena punk, non gradisce l'intenzione di svoltare fortemente nel death metal. Lee Dorrian incontra però Mark Griffiths, roadie dei Carcass, e i due scoprono la loro passione comune per il doom metal e di essere entrambi estimatori di molti gruppi del genere; vi si unisce il chitarrista Garry 'Gaz' Jennings, proveniente dagli Acid Reign.
L'album di debutto viene registrato con il contributo di altri strumentisti: un secondo chitarrista, Adam Lehan e addetti alla batteria, al basso, alle tastiere e anche al flauto per alcuni brani. Inizialmente i Cathedral suonano una peculiare forma di doom metal, che con gli anni incorporerà elementi stoner e progressive rock.
Nel 1993 uscì il secondo album dal titolo The Ethereal Mirror per la Earache Records che in questo periodo iniziava a guardare anche ad artisti non prettamente grind/death, producendo questo album che sembra inserirsi, in chiave doom metal, nella tradizione dei Trouble e dei Candlemass
Nel 1995 usci ancora per la Earache il terzo album The Carnival Bizarre dalle sonorità e composizioni di ispirazione sempre più sabbathiane
Il cantante Lee Dorrian è stato l'unico membro a rimanere stabilmente in formazione per tutti gli anni di attività del gruppo, anche se il chitarrista originario Garry 'Gaz' Jennings ritornò dopo un congedo temporaneo; i due sono quindi stati gli unici membri fondatori ad essere ancora presenti anche nell'ultima line-up.

## Stile e tematiche
La band propone un suono cupo canonizzabile nel Doom Metal, comprendente anche influssi Sludge e Grindcore, vista la passata esperienza di Dorrian nei Napalm Death. I tempi sono rallentati e alcune peculiarità vocali o strumentali estremizzate.
Le tematiche che risaltano dai testi sono l'infelicità, la riflessione sulla condizione umana, la miseria e l'introspezione nei sentimenti più cupi dell'uomo.

## Formazione
- Lee Dorrian - voce
- Garry Jennings - chitarra
- Scott Carlson - basso
- Brian Dixon - batteria
- David "Munch" Moore - tastiere (session)

### Ex componenti
- Mark Griffiths - basso
- Adam Lehan - chitarra
- Ben Mochrie - batteria
- Mike Smail - batteria
- Mark Wharton - batteria, flauto
- Leo Smee - basso
- Victor Griffin - chitarra
- Joe Hasselvander - batteria
- Barry Stern - batteria
- Dave Hornyak - batteria

## Discografia

### Album in studio
- 1991 - Forest of Equilibrium
- 1993 - The Ethereal Mirror
- 1995 - The Carnival Bizarre
- 1996 - Supernatural Birth Machine
- 1998 - Caravan Beyond Redemption
- 2001 - Endtyme
- 2002 - The VIIth Coming
- 2005 - The Garden of Unearthly Delights
- 2010 - The Guessing Game
- 2013 - The Last Spire

### Demo
- 1990 - In Memorium
- 1991 - Demo # 2

### EP
- 1992 - Soul Sacrifice
- 1994 - Cosmic Requiem
- 1994 - In Memorium
- 1994 - Statik Majik
- 1996 - Hopkins (The Witchfinder General)
- 2000 - In Memoriam
- 2011 - A New Ice Age

### Singoli
- 1993 - Grim Luxuria
- 1993 - Midnight Mountain
- 1993 - Ride
- 1993 - Twylight Songs
- 2001 - Gargoylian
- 2013 - Vengeance of the Blind Dead

### Raccolte
- 2000 - In Memoriam
- 2004 - The Serpent's Gold

### Live
- 2000 - Our God Has Landed
- 2011 - Anniversary

### Split
- 1992 - Gods of Grind
- 1995 - At the Gates/Cathedral